# Calendario lunisolare
Un calendario lunisolare è un calendario lunare, in cui la durata dell'anno lunare è uguale a un anno solare.
Per ottenere questa sincronizzazione ogni due o tre anni viene aggiunto all'anno lunare ordinario di 354 giorni un mese, detto mese intercalare o mese embolismico (in greco antico embolismo vuol dire "inserimento"). Nei calendari lunisolari, quindi, l'anno ordinario è costituito da 12 lunazioni, mentre quello embolismico da 13.
Moltissimi calendari antichi sono lunisolari. Fra questi quello dei babilonesi, degli ebrei (tuttora in uso in ambito ebraico ed usato in affiancamento a quello gregoriano in Israele), dei galli, dei greci e in estremo oriente quello dei cinesi, degli hindu, dei giapponesi e molti altri. 
Un calendario lunisolare è associato anche ai calendari solari giuliano e gregoriano. Viene utilizzato per il calcolo della Pasqua ed è detto calendario ecclesiastico.

## Frequenza del mese embolismico
Il mese embolismico deve essere inserito in media ogni 2,7 anni circa (poco più 2 anni e 8 mesi ossia 32 mesi solari). Dato, infatti, che ogni anno il calendario lunare accumula un ritardo di circa 365,2 - 354,3 = 10,9 giorni sul calendario solare, ma un mese lunare dura circa 29,5 giorni, si verifica la proporzione: 1 anno/10,9 giorni = 2,7 anni/29,5 giorni.

## Calendari tropici e siderei
Nella maggior parte dei calendari lunisolari la durata media dell'anno approssima quella dell'anno tropico. Alcuni, però, come quello hindu e quello buddhista, approssimano l'anno sidereo. I primi, cioè, regolano l'anno lunare sul ciclo stagionale, mentre i secondi sulle costellazioni. Solo dopo la scoperta della precessione degli equinozi nel II secolo a.C. diventò chiaro che i due calendari portavano a durate dell'anno leggermente diverse.

## Calendari osservativi
Anticamente la data in cui inserire un mese embolismico era stabilita in base all'osservazione di fenomeni agricoli (per i calendari tropici) o di eventi astronomici (calendari siderei). Uno dei primi criteri, citato nel MUL.APIN (un documento babilonese della fine del II millennio), è di tipo astronomico. Esso recita che non occorre intercalare un mese se quando compare la prima falce della luna nuova di primavera essa è in congiunzione con le Pleiadi. Secondo la Bibbia, invece, il primo mese dell'anno ebraico doveva coincidere con la maturazione dell'orzo in primavera e anticamente gli ebrei (e tuttora gli ebrei caraiti) utilizzavano come indicatore del suo arrivo il raggiungimento di uno specifico livello di maturazione dell'orzo, detto "avìv" o "abìb"). Se al termine dell'anno lunare l'orzo non era ancora "abìb", veniva aggiunto il mese embolismico, che perciò risultava sempre essere il tredicesimo mese di un anno. 
Anche per altri calendari, come quello ecclesiastico (giuliano o gregoriano) il mese embolismico è sempre il tredicesimo e perciò in questi calendari due mesi embolismici consecutivi sono sempre separati da 24 o da 36 mesi ordinari. Vi sono, però, calendari in cui il mese embolismico viene inserito con criteri astronomici e, quindi, il calendario è influenzato dal fatto che la velocità angolare apparente del sole non è costante, ma è massima al perielio, cioè al 3 di gennaio circa. Per esempio nei calendari cinesi e hindu il numero di mesi ordinari fra due mesi embolismici varia solitamente solo fra 29 e 34.

## Calendari aritmetici
Con il progresso dell'astronomia è divenuto possibile lo svincolarsi dall'osservazione di fenomeni naturali e sono stati sviluppati calendari lunisolari aritmetici, in cui le fasi lunari possono essere calcolate in anticipo e quindi risulta possibile determinare ad esempio se la tredicesima luna piena cadrà o no prima del solstizio di primavera, evento adottato oggi come discrimine per l'inizio della stagione primaverile al posto della maturazione "avìv" dell'orzo.  A causa delle irregolarità del moto lunare, però, le fasi lunari calcolate corrispondono a quelle vere solo in media e di volta in volta presentano piccoli scostamenti. 
Nei calendari aritmetici si può calcolare quali anni sono embolismici e conoscere in anticipo anche le date delle feste religiose, che dipendono dal moto lunare. 
Il calendario ecclesiastico e quello ebraico moderno sono calendari lunisolari aritmetici. Essi sono il frutto di un ripensamento avvenuto a partire dal IV secolo (per i cristiani durante il concilio di Nicea; per gli ebrei alcuni decenni dopo sotto lo stimolo dal patriarca Hillel II. Senza un calendario aritmetico ebrei o cristiani abitanti in località distanti finivano col celebrare la Pasqua in date diverse. Spesso, poi, le condizioni meteorologiche favorevoli facevano maturare l'orzo in anticipo e la Pasqua finiva con l'essere celebrata prima dell'equinozio di primavera (cfr. Tabella delle date di Pasqua di Sardica). Questa situazione è all'origine delle controversie sulla data della Pasqua che hanno creato disaccordi fra gli ebrei e fra i cristiani da allora a oggi.

## I cicli calendariali
Sin dall'antichità più remota gli astronomi cercarono di identificare degli intervalli di tempo che fossero quasi esattamente multipli sia dell'anno solare sia del mese sinodico in modo che il calendario si ripetesse identico entro ogni ciclo, cioè i pleniluni (e le altre fasi lunari) di due anni solari diversi cadessero nello stesso giorno dell'anno solare purché i due anni avessero la stessa numerazione dentro il proprio ciclo.

### I cicli babilonesi
Già verso la fine del terzo millennio gli astronomi babilonesi avevano scoperto che occorreva intercalare un mese ogni tre anni e tale approccio restò in vigore nel millennio successivo. Questa approssimazione era molto rozza: tre anni lunari calendariali comprendono (354x3+30=) 1 092 giorni, che costituiscono un'ottima approssimazione della durata di 37 mesi sinodici (29,53058x37=1 092,631 giorni), ma accumulano oltre tre giorni di anticipo rispetto a tre anni tropici (la durata di tre anni giuliani varia a seconda se l'anno bisestile cade o no proprio nel triennio). Occorreva evidentemente aggiungere ogni tanto un ulteriore mese embolismico in base all'osservazione  del ciclo solare. Il ciclo di tre anni fu molto importante anche perché conteneva un numero intero di settimane (156) ed esattamente tre anni di 364 giorni (cfr. calendario delle settimane).
I primi tentativi di costruire uno schema fisso affidabile compaiono nel periodo neobabilonese. Durante il regno di Nabopolassar il mese embolismico venne inserito ogni 2 anni e mezzo per un periodo abbastanza lungo. Il mese embolismico quindi veniva aggiunto alternativamente in primavera o in autunno. Durante i regni di Ciro e Cambise, invece si alternarono con regolarità intervalli di 2,5 e di 3 anni (intervallo medio di 2,75 anni, mentre il valore più corretto sarebbe circa 2,71). Questa alternanza produce effetti simili, anzi migliori, a quelli del primo ciclo vero e proprio, teorizzato in età ellenistica; la octaeteride. Poco dopo, però, già dal regno di Dario si cominciò ad utilizzare cicli di 19 anni, di cui 7 embolismici, sostanzialmente equivalenti al successivo ciclo metonico anche se ogni sovrano utilizzò un proprio criterio per inserire i mesi intercalari (spesso collocati anche all'equinozio d'autunno).

### Cicli ellenistici
Con l'età ellenistica i più importanti cicli calendariali utilizzati divennero:
- La octaeteride, cioè il ciclo ottennale, utilizzato ad esempio nel calendario attico. Otto anni solari corrispondono approssimativamente a 99 lunazioni, cioè a 5 anni lunari ordinari e a tre embolismici, che erano il 3º, il 6º e l'8º anno. La durata di 99 lunazioni, infatti, è di 2 923,53 giorni, mentre 8 anni giuliani sono 2 922 giorni: la luna del nuovo ciclo ricompare con circa un giorno e mezzo di ritardo rispetto alle date del ciclo precedente. L'intervallo medio fra due embolismi successivi risulta essere di 2,66 anni. L'uso di un ciclo ottennale per il calendario, e quindi per la data della Pasqua, fu proposto ancora alla metà del terzo secolo dal grande patriarca Dionisio di Alessandria.[8]
- Il ciclo metonico di 19 anni solari e 235 lunazioni, cioè 12 anni lunari ordinari e 7 embolismici. Nel ciclo metonico gli anni ordinari (o) e quelli embolismici (E) si succedono come segue: ooEooEoE ooE ooEooEoE. Il ciclo metonico, cioè, è costituito da due octoeteridi fra cui è interposto un ciclo triennale. La durata di un ciclo metonico calendariale può variare di un giorno perché un ciclo può contenere 4 o 5 anni bisestili.
- Il ciclo callippico di 76 anni, corrispondente a quattro cicli metonici (76 = 19x4). Un ciclo callippico contiene sempre 19 anni bisestili e perciò la sua durata è costante (27 759 giorni) e corrisponde quasi esattamente a 940 lunazioni (27 758,75 giorni).

### Cicli liturgici giudeo-cristiani
Per motivi liturgici un vero ciclo calendariale dovrebbe riprodurre anche la stessa sequenza di giorni della settimana, cioè il primo giorno del primo anno di ogni ciclo dovrebbe cadere nello stesso giorno della settimana. Ciò garantirebbe che anche le feste religiose, e in particolare nella tradizione giudeo-cristiana il giorno della Pasqua, cadano nella stessa data. Dato che nel calendario giuliano i giorni della settimana seguono il ciclo solare di 28 anni, furono utilizzati cicli multipli di 28:
- Il ciclo di 84 anni o latercus (84 = 28x3 e 84 = 76+8). Esso contiene sempre 21 anni bisestili ed è quindi di 30 681 giorni, cioè 4 383 settimane. Vi cadono 1 039 lunazioni che durano 30 682,27 giorni. Questo ciclo ha forse origini ebraiche sinagogali[9], ma fu adottato dalla Chiesa di Roma a partire dalla fine del III secolo. Il concilio di Arles ne ribadì l'importanza e lo diffuse anche in Inghilterra e Irlanda.[10][11]
- Il ciclo di 112 anni proposto da Ippolito di Roma (112 = 28x4), ma meno accurato del ciclo di 84 anni.
- Il ciclo "corretto" di 532 anni proposto da Vittorio d'Aquitania e poi da Dionigi il piccolo (532 = 28x19). Contiene 6 580 lunazioni che richiedono 194 311,22 giorni, mentre 532 anni giuliani contengono 194 313 giorni: l'anticipo accumulato dalla luna in 532 anni è ben poco superiore al ritardo che si accumulerebbe in un ciclo ottennale.

## Esempi di calendari lunisolari
- Calendario attico
- Calendario cinese
- Calendario celtico
- Calendario ebraico